# Чайковська Наталія Юріївна
Наталія Юріївна Чайковська (з дому Гладилович; 12 червня 1860, м. Хирів, нині Старосамбірського району Львівської області — 19 листопада 1938, м. Коломия, нині Івано-Франківська область) — українська громадська діячка. Дружина Андрія Яковича, мати Андрія, Богдана та Миколи Чайковських. 

## Життєпис
Вийшовши заміж, від 1886 проживала в м. Бережани, де займалась активною громадсько-культурною діяльністю: була співзасновницею «Жіночого кружка», членом «Жіночої громади» (поч. 1900-х) та інших. Підтримувала дружні стосунки з українськими політичними, літературними й мистецькими діячами, зокрема, І. Франком.
Навесні 1914 зі сім’єю перебралася до м. Самбір (нині Львівська обл.), тут опікувалась УСС, допомагала їхнім родинам, матеріал, підтримувала сиріт і вдів. Від травня 1919 — в Коломиї, де працювала в Горожанському комітеті та «Жіночому кружку»; голова управи філії «Союзу українок»; співзасновниця товариства «Будучність» та часопису «Жіноча доля» (1920—1930-ті); допомагала чоловікові у літературній праці. 
Виховала семеро дітей, серед них – відомі громадсько-культурні діячі, науковці.